# 高井良純
高井 良純（たかい よしずみ、1932年12月23日 - 2020年8月31日）は、日本のミュージカル作曲家、編曲家、演出家。大阪音楽大学卒業。元宝塚歌劇団作曲家（1992年まで在籍）。

## 概要
関西のミュージカル劇団、日本ミュージカル研究会・劇団JMA 創立者・主宰、但馬ミュージカル研究会 創立者・芸術監督、市民ミュージカル劇団『希望』創立者代表・芸術監督を務める。宝塚歌劇団時代の主な作品に、虞美人、華麗なる千拍子、ワン・ボーイ、ガールス・オー!ガールス、ほか。劇団のモットーは、芸術+エンターテイメント=JMAミュージカル。